# Єфимов Павло Володимирович
Павло Володимирович Єфимов (рос. Павел Владимирович Ефимов; 11 липня 1959, Воскресенськ, Московська область, СРСР) — радянський хокеїст, нападник. Найрезультативніший гравець харківського «Динамо» у дебютному сезоні на професійному рівні.

## Біографічні відомості
Вихованець воскресенського «Хіміка». Виступав за команди майстрів «Хімік» (Воскресенськ), «Динамо» (Харків), «Верстатобудівельник» (Рязань), «Кристал» (Електросталь), «Металург» (Череповець) і «Таллекс» (Таллінн). У вищій лізі провів 53 матчі (8+6), у першій лізі і перехідному турнірі — 264 (71+45).

## Статистика
| Сезон               | Клуб                     | Ліга                | І  | Г  | П  | О  | ШХ  |
| ------------------- | ------------------------ | ------------------- | -- | -- | -- | -- | --- |
| 1977-78             | «Хімік» (Воскресенськ)   | СРСР                | 2  | 0  | 0  | 0  | 0   |
| 1978-79             | «Хімік» (Воскресенськ)   | СРСР                | 6  | 1  | 0  | 1  | 2   |
| 1979-80             | «Хімік» (Воскресенськ)   | СРСР                | 7  | 2  | 2  | 4  | 10  |
|                     | «Динамо» (Харків)        | СРСР-3              | 60 | 35 | 21 | 56 | 88  |
| 1980-81             | «Хімік» (Воскресенськ)   | СРСР                | 37 | 5  | 4  | 9  | 20  |
|                     | «Хімік» (Воскресенськ)   | СРСР-1/2            | 12 | 4  | 3  | 7  | 10  |
| 1981-82             | «Динамо» (Харків)        | СРСР-3              | 42 | 24 | 5  | 29 | 67  |
|                     | «Динамо» (Харків)        | СРСР-3              |    | 7  |    |    |     |
| 1982-83             | «Динамо» (Харків)        | СРСР-2              | 57 | 14 | 7  | 21 | -   |
| 1983-84             | «Динамо» (Харків)        | СРСР-2              | 4  | 0  | -  | -  | -   |
|                     | «Хімік» (Воскресенськ)   | СРСР                | 1  | 0  | 0  | 0  | 0   |
| 1984-85             | «Верстатобудівельник»    | СРСР-3              | -  | 24 | -  | -  | -   |
| 1985-86             | «Кристал» (Електросталь) | СРСР-2              | 59 | 24 | 13 | 37 | 100 |
| 1986-87             | «Кристал» (Електросталь) | СРСР-2              | 65 | 15 | 17 | 32 | 57  |
| 1987-88             | «Кристал» (Електросталь) | СРСР-2              | 67 | 14 | 5  | 19 | 60  |
| 1988-89             | «Металург» (Череповець)  | СРСР-3              | 16 | 1  | 3  | 4  | 14  |
| 1989-90             | «Таллекс» (Таллінн)      | СРСР-3              | 15 | 2  | 4  | 6  | 12  |
| Всього у вищій лізі | Всього у вищій лізі      | Всього у вищій лізі | 53 | 8  | 6  | 14 | 32  |